# Fogheraccia
La fogheraccia, focheraccia o focarina (fugaràza nel Riminese, fugaréna nel resto della Romagna) è un rito popolare tipico del folclore romagnolo che si tiene ogni anno la sera del 18 marzo.
Consiste nell'accensione di grandi falò in cui bruciare, secondo l'usanza più recente, vecchi mobili, scarti di potature o altro materiale legnoso.

## Origini
Dopo l'avvento del cristianesimo la celebrazione è dedicata a San Giuseppe, ma affonda le sue radici in un'epoca pagana. 
Tale data è infatti alla vigilia dell’equinozio di primavera, quando si svolgevano i baccanali, i riti dionisiaci per propiziare la fertilità nonché l'inizio del nuovo anno romano. Infatti tale tradizione si può includere tra riti del falò di inizio anno.
Nel mese di marzo venivano svolti anche i riti di purificazione agraria.

## Significato
Il rito del fuoco purificatore è una delle più arcane tradizioni diffuse presso svariate popolazioni.
(James Frazer)
In alcune zone dell’entroterra romagnolo la simbologia della fogheraccia s’intersecava con il rito detto della "ségavëcia" o della "vecchia", tenuto il giovedì di mezza quaresima, durante il quale un fantoccio con le sembianze di una vecchia, veniva trainato su un carro mascherato tra suoni di trombe, battaglie con frutta e grida, per essere poi squarciato e arso in piazza.
Tale rito allegorico si interseca ai ritmi di una comunità agro-pastorale che alla fine dell’inverno svuota le stalle e al contempo stesso è favorito dalla disponibilità delle frasche derivanti dalla potatura degli alberi, in particolare olivi, che avviene nei giorni della festa.
Assieme alla funzione propiziatoria, l’uso di bruciare nella pira l’effige di vecchie e streghe poteva rappresentare l’allontanamento delle anime dei morti ritardatari e auspicare un veloce ritorno alla normalità.

## Modalità
Ne esiste una versione "di campagna" e una "di mare": mentre la prima trae il suo materiale dalle stoppe, potature e scarti del raccolto, la seconda  anche dalle grandi quantità di legna portato a mare dai fiumi con le piogge autunnali e invernali.
Al materiale amassato si aggiungono vecchi mobili e altro materiale legnoso, ottenendo una catasta per poi incendiarla poco dopo il tramonto.
Tale pratica era molto diffusa in passato; in sul litorale e nei paesi ogni quartiere provvedeva a costruire la propria pira, anche piuttosto grossa, mentre le campagne si punteggiavano dei piccoli fuochi dei contadini.
La fogheraccia era un momento di aggregazione e divertimento e spesso era accompagnata da musiche tradizionali, zuppa, ciambella e vino; occasionalmente, a spettacoli pirotecnici e grigliate.
La fogheraccia figura nelle prime scene di Amarcord di Federico Fellini, dove si vede bruciare in cima alla pira anche la vëcia, o sega vëcchia, il fantoccio rappresentante l'inverno.
Talvolta la fogheraccia era anticipata in campagna, negli ultimi tre giorni di febbraio e i primi tre di marzo dalla Lôm a mèrz (luce a marzo) con l'accensione di grandi fuochi  "sopra vento" (al fugarèn) per propiziarsi quel mese, caratterizzato da un tempo molto incerto. Le gemme precocemente spuntate nel terreno, infatti, rischiano di essere uccise dal gelo.
Analogamente alla fogheraccia in Romagna, si svolgevano altri fuochi sempre in onore a San Giuseppe ad Itri ed in onore a San Ciriaco a Torre Le Nocelle il 15 marzo.